# Gorniak
Gorniak (en rus Горняк) és una ciutat del krai de l'Altai, a Rússia, a 360 km al sud-oest de Barnaül.
La ciutat fou fundada el segle xviii com a vila agrícola de Zolotukha. El 1942 va establir-s'hi un assentament miner a l'antiga Zolotukha, a partir d'aleshores anomenada Gorniak. El 1946 va rebre l'estatus d'assentament de tipus urbà i finalment el 1969 el de ciutat.

## Demografia
| 1959   | 1970   | 1979   | 1989   | 1996   | 2002   | 2008   | 2010   | 2011   |
| ------ | ------ | ------ | ------ | ------ | ------ | ------ | ------ | ------ |
| 13 900 | 16 600 | 15 900 | 15 800 | 16 600 | 15 779 | 15 369 | 13 918 | 13 872 |